# Karl Kajetan von Gaisruck
Karl Kajetan von Gaisruck (né le 7 août 1769 à Klagenfurt en Carinthie, et mort le 19 novembre 1846 à Milan) est un cardinal autrichien du XIXe siècle.

## Biographie
Karl Kajetan von Gaisruck est curé à  Kallham à partir de 1800. Il est nommé évêque titulaire de Derbé (de) et nommé suffragant de Passau en 1801. Il est ensuite nommé archevêque de Milan en 1818.  
Le pape Léon XII le crée cardinal lors du consistoire du 27 septembre 1824.  
Le cardinal Gaisruck participe au conclave de 1829 (élection de  Pie VIII) et à celui de 1830-1831 (élection de Grégoire XVI). Il arrive au conclave de 1846 pour remettre l'exclusive prononcée par l'Empereur d'Autriche Ferdinand Ier, suivant la politique de Metternich, contre le cardinal Giovanni Maria Mastai Ferretti, mais Gaisruck arrive trop tard, parce que Ferretti est déjà élu pape sous le nom de Pie IX.

### Sources
- Fiche du cardinal Karl Kajetan von Gaisruck sur le site fiu.edu
- Fiche du cardinal Karl Kajetan von Gaisruck sur le site Catholic Hierarchy